# Elezioni parlamentari in Cambogia del 2018
Le elezioni parlamentari in Cambogia del 2018 si tennero il 29 luglio per il rinnovo dell'Assemblea nazionale e videro l'affermazione del Partito Popolare Cambogiano, che ottenne tutti i 125 seggi in palio.
La comunità internazionale bollò le consultazioni come una sostanziale farsa.
L'affluenza fu del 83,02%.

## Quadro politico
Le precedenti elezioni del 28 luglio 2013 avevano infatti visto la vittoria del Partito Popolare Cambogiano con 68 seggi, mentre il Partito della Salvezza Nazionale aveva guadagnato i restanti 55 seggi, in forte crescita rispetto alle elezioni precedenti. Ciononostante, quest'ultimi rifiutarono il risultato, accusando il principale partito di brogli elettorali. Per questo motivo il CNRP boicottò il parlamento e si rifiutò di entrarvi finché non ci sarebbe stata una riforma elettorale legittima. La crisi fu risolta ufficialmente il 22 luglio 2014 quando il partito di opposizione accettò i propri seggi in parlamento e rinunciò a chiedere elezioni anticipate. 
Il 13 novembre 2015 il primo ministro Hun Sen bloccò la richiesta di grazia reale che aveva permesso a Sam Rainsy, leader dell'opposizione, di rientrare in Cambogia nel 2013. Egli venne così privato dell'immunità parlamentare ed esiliato, venendo sostituito come leader della minoranza dal suo vice Kem Sokha.
Il 3 settembre 2017, Sokha fu arrestato e accusato di tradimento. 
Il 16 novembre successivo il CNRP è stato sciolto e i suoi seggi spartiti tra gli altri partiti, eliminando in questo modo l'unico vero possibile sfidante del CPP a lungo termine.

## Risultati
| Liste                                        | Voti      | %     | Seggi |
| -------------------------------------------- | --------- | ----- | ----- |
| Partito Popolare Cambogiano                  | 4.889.113 | 76,85 | 125   |
| Funcinpec                                    | 374.510   | 5,89  | -     |
| Lega per la Democrazia                       | 309.364   | 4,86  | -     |
| Partito della Volontà Khmer                  | 212.869   | 3,35  | -     |
| Khmer National United Party                  | 99.377    | 1,56  | -     |
| Grassroots Democratic Party                  | 70.567    | 1,11  | -     |
| Beehive Social Democratic Party              | 56.024    | 0,88  | -     |
| Partito Khmer Anti Povertà                   | 55.298    | 0,87  | -     |
| Partito Khmer Uniti                          | 48.785    | 0,77  | -     |
| Partito della Nazionalità Cambogiana         | 45.370    | 0,71  | -     |
| Partito Repubblicano Khmer                   | 41.631    | 0,65  | -     |
| Partito della Gioventù Cambogiana            | 39.333    | 0,62  | -     |
| Dharmacracy Party                            | 29.060    | 0,46  | -     |
| Partito dello Sviluppo Economico Khmer       | 23.255    | 0,37  | -     |
| Khmer Rise Party                             | 22.002    | 0,35  | -     |
| Ponleu Thmey Party                           | 13.509    | 0,21  | -     |
| Cambodia Indigenous People's Democracy Party | 10.197    | 0,16  | -     |
| Our Motherland Party                         | 9.174     | 0,14  | -     |
| Partito Repubblicano Democratico             | 8.591     | 0,14  | -     |
| Reaksmey Khemara Party                       | 4.212     | 0,07  | -     |
| Totale                                       | 6.362.241 |       | 125   |